# خداع بصري

خداع بصري: كل المستقيمات الأفقية متوازية رغم أنها لا تبدو كذلك

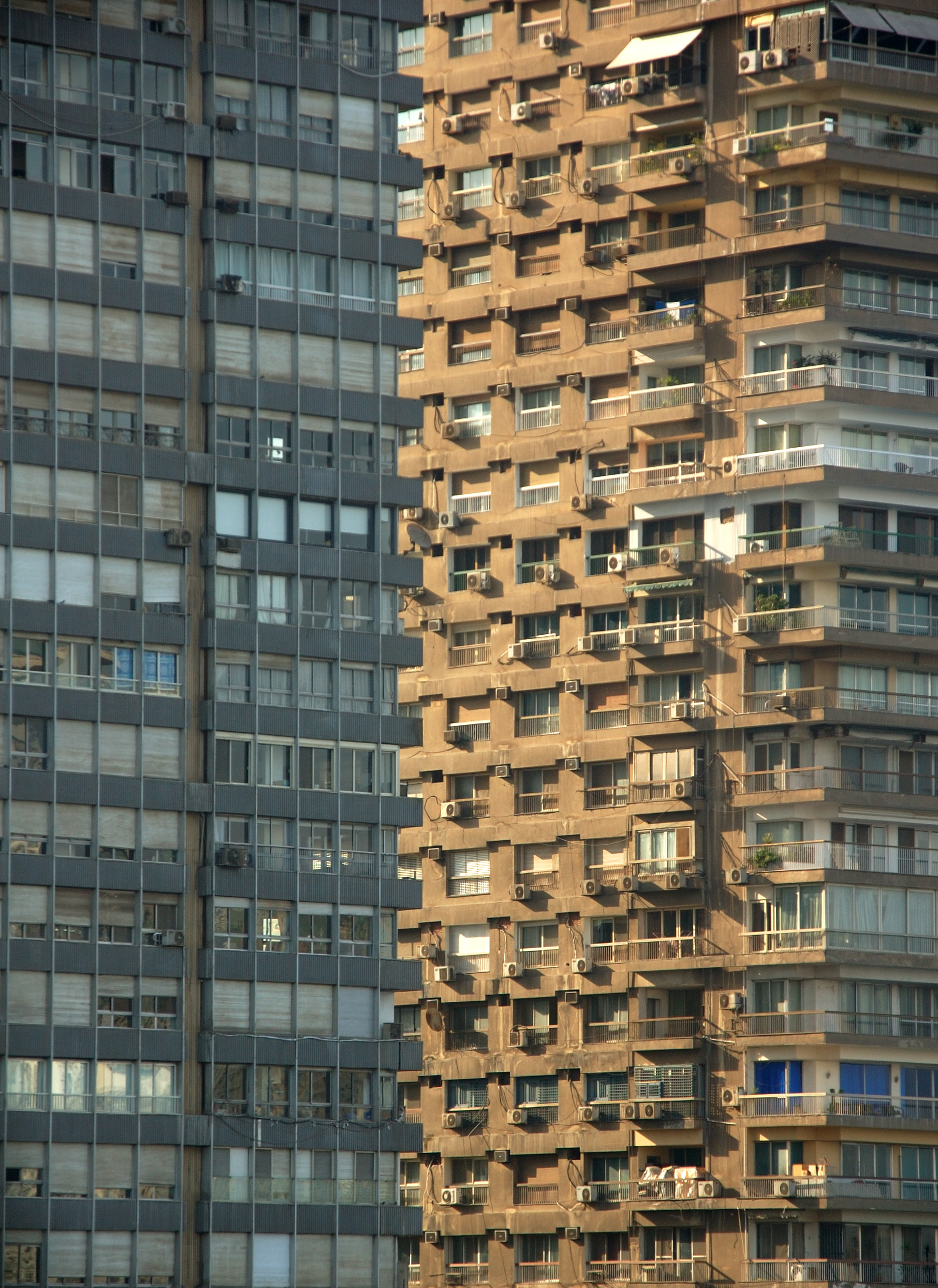
عمارتين في القاهرة - أي منها في الخلفية؟

الخدع البصرية أو الوهم البصري الذي يصور للناظر دائما الصورة المرئية على غير حقيقتها، على الاقل في الحس العام، حيث تكون الرؤية خادعة أو مضللة. فإن المعلومات التي تجمعها العين المجردة وبعد معالجتها بواسطة الدماغ، تعطي نتيجة لا تطابق المصدر أو العنصر المرئي. والخدع التقليدية مبنية على افتراض ان هناك أوهام فزيولوجية تحدث طبيعيا ومعرفيا بالإضافة إلى الاوهام التي يمكن البرهنة عليها من خلال الحيل البصرية الخاصة. وهنا الجدير بالذكر أنه هنالك شيئا أكثر أساسية عن كيفية عمل أنظمة التصورات البشرية. فالخدع البصرية هي صور مصنوعة بطريقة مدروسة لتظهر للناظر بطريقة معينة وهي ليست كذلك.
وهي على عدة أنواع منها :

## خدع متعلقة بالألوان
عند الرؤية إلى موضع معين نرى لون أو عدة ألوان ولكن ليست هذه هي الحقيقة دائما.
ذلك يدل على أن العين البشرية ترى الألوان بشكل متغير حسب المحيط.
ومعروف ان السحرة يستغلون الوهم البصري (الخداع المتعلق بالألوان) لخداع الناس بادعاء تغيير الاشياء، حيث أن تغيير الألوان قد يوحي للناظر بان المتغير لونه قد تغير المظهر.

عند النظر باتجاه النقطة السوداء مع تحريك الرأس إلى الأمام والخلف تبدو الدائرتان وكأنهما تتحركان.
لاحظ أن نقاطا سوداء تظهر وتختفي على الدوائر البيضاء.
الظاهر أن العارضة الداخلية يتغير لونها هي الأخرى لكن ليس هذا الواقع فلها لون واحد.
لا يظهر المربعان (الحرفان) A و B بلونين مختلفين وهما في الحقيقة بلون واحد.